# برنامج التعاون الاقتصادي الإقليمي لآسيا الوسطى
برنامج التعاون الاقتصادي الإقليمي لمنطقة آسيا الوسطى (Central Asia Regional Economic Cooperation Program). (CAREC) هو برنامج أنشئ في عام 1997 من قبل بنك التنمية الآسيوي (ADB) لتشجيع التعاون الاقتصادي بين البلدان في منطقة آسيا الوسطى.

## دول البرنامج
الدول الـ 11 التابعة لـبرنامج التعاون الاقتصادي الإقليمي لمنطقة آسيا الوسطى CAREC هي:
- أفغانستان
- أذربيجان
- جمهورية الصين الشعبية (منطقة شينجيانغ الويغورية ذاتية الحكم ومنطقة منغوليا الداخلية ذاتية الحكم)
- جورجيا
- كازاخستان
- جمهورية قيرغيزستان
- منغوليا
- باكستان
- طاجيكستان
- تركمانستان
- أوزبكستان

## وصلات خارجية
- الصفحة الرئيسية للأمم المتحدة باللغة العربية
- أنظمة ومنظمات الأمم المتحدة
- عن الأمم المتحدة
- قضايا عالمية على أجندة الامم المتحدة